# 1994-es labdarúgó-világbajnokság-selejtező (UEFA – 6. csoport)
Az 1994-es labdarúgó-világbajnokság európai 6. selejtezőcsoportjának mérkőzéseit, és a csoport végeredményét tartalmazó lapja. A csoportban körmérkőzéses, oda-visszavágós rendszerben játszottak egymással a labdarúgó-válogatottak. A két első helyezett automatikus résztvevője lett az 1994-es labdarúgó-világbajnokságnak.
A csoportban Ausztria, Bulgária, Finnország, Franciaország, Izrael és Svédország szerepelt.
Svédország végzett az első helyen és kijutott az 1994-es világbajnokságra, a második helyet pedig Bulgária szerezte meg és szintén kijutott a világbajnokságra.

## Tabella
| Hely. | Csapat        | M  | Gy | D | V | G+ | G– | Gk  | P  | Továbbjutás                          |     | Svédország | Bulgária | Franciaország | Ausztria | Finnország | Izrael |
| ----- | ------------- | -- | -- | - | - | -- | -- | --- | -- | ------------------------------------ | --- | ---------- | -------- | ------------- | -------- | ---------- | ------ |
| 1.    | Svédország    | 10 | 6  | 3 | 1 | 19 | 8  | +11 | 15 | Kijutott az 1994-es világbajnokságra |     | —          | 2–0      | 1–1           | 1–0      | 3–2        | 5–0    |
| 2.    | Bulgária      | 10 | 6  | 2 | 2 | 19 | 10 | +9  | 14 | Kijutott az 1994-es világbajnokságra |     | 1–1        | —        | 2–0           | 4–1      | 2–0        | 2–2    |
| 3.    | Franciaország | 10 | 6  | 1 | 3 | 17 | 10 | +7  | 13 |                                      |     | 2–1        | 1–2      | —             | 2–0      | 2–1        | 2–3    |
| 4.    | Ausztria      | 10 | 3  | 2 | 5 | 15 | 16 | −1  | 8  |                                      | 1–1 | 3–1        | 0–1      | —             | 3–0      | 5–2        |        |
| 5.    | Finnország    | 10 | 2  | 1 | 7 | 9  | 18 | −9  | 5  |                                      | 0–1 | 0–3        | 0–2      | 3–1           | —        | 0–0        |        |
| 6.    | Izrael        | 10 | 1  | 3 | 6 | 10 | 27 | −17 | 5  |                                      | 1–3 | 0–2        | 0–4      | 1–1           | 1–3      | —          |        |

## Mérkőzések
| 1992. május 14. |

| Finnország | 0–3         | Bulgária                        |
| ---------- | ----------- | ------------------------------- |
|            | Jegyzőkönyv | Balakov 62' Kosztadinov 73' 87' |

| Olimpiai Stadion, Helsinki Nézőszám: 8,602 Játékvezető: Dušan Colić (jugoszláv) |

| 1992. szeptember 9. |

| Bulgária                              | 2–0         | Franciaország |
| ------------------------------------- | ----------- | ------------- |
| Sztoicskov 21' (11-esből) Balakov 29' | Jegyzőkönyv |               |

| Vaszil Levszki Nemzeti Stadion, Szófia Nézőszám: 41,000 Játékvezető: Puhl Sándor (magyar) |

| 1992. szeptember 9. |

| Finnország | 0–1         | Svédország              |
| ---------- | ----------- | ----------------------- |
|            | Jegyzőkönyv | Ingesson 77' (11-esből) |

| Olimpiai Stadion, Helsinki Nézőszám: 13,617 Játékvezető: Vadzim Zsuk (fehérorosz) |

| 1992. október 7. |

| Svédország                | 2–0         | Bulgária |
| ------------------------- | ----------- | -------- |
| Dahlin 56' Pettersson 76' | Jegyzőkönyv |          |

| Råsunda Stadion, Solna Nézőszám: 20,625 Játékvezető: John Blankenstein (holland) |

| 1992. október 14. |

| Franciaország        | 2–0         | Ausztria |
| -------------------- | ----------- | -------- |
| Papin 3' Cantona 77' | Jegyzőkönyv |          |

| Parc des Princes, Párizs Nézőszám: 39,186 Játékvezető: Vadzim Zsuk (fehérorosz) |

| 1992. október 28. |

| Ausztria                                           | 5–2         | Izrael        |
| -------------------------------------------------- | ----------- | ------------- |
| Herzog 41' 46' Polster 49' Stöger 56' A. Ogris 87' | Jegyzőkönyv | Zohar 53' 77' |

| Prater Stadion, Bécs Nézőszám: 12,000 Játékvezető: João Pinto Correia (portugál) |

| 1992. november 11. |

| Izrael    | 1–3         | Svédország                         |
| --------- | ----------- | ---------------------------------- |
| Banin 42' | Jegyzőkönyv | Limpar 37' Dahlin 58' Ingesson 74' |

| Ramat Gan Stadion, Ramat Gan Nézőszám: 25,230 Játékvezető: Serge Muhmenthaler (svájci) |

| 1992. november 14. |

| Franciaország         | 2–1         | Finnország   |
| --------------------- | ----------- | ------------ |
| Papin 18' Cantona 31' | Jegyzőkönyv | Järvinen 54' |

| Parc des Princes, Párizs Nézőszám: 28,630 Játékvezető: Jozef Marko (csehszlovák) |

| 1992. december 2. |

| Izrael | 0–2         | Bulgária               |
| ------ | ----------- | ---------------------- |
|        | Jegyzőkönyv | Szirakov 56' Penev 83' |

| Ramat Gan Stadion, Ramat Gan Nézőszám: 15,000 Játékvezető: Vaszílisz Nikákisz (görög) |

| 1993. február 17. |

| Izrael | 0–4         | Franciaország                       |
| ------ | ----------- | ----------------------------------- |
|        | Jegyzőkönyv | Cantona 28' Blanc 62' 84' Roche 89' |

| Ramat Gan Stadion, Ramat Gan Nézőszám: 26,000 Játékvezető: Ryszard Wójcik (lengyel) |

| 1993. március 27. |

| Ausztria | 0–1         | Franciaország |
| -------- | ----------- | ------------- |
|          | Jegyzőkönyv | Papin 58'     |

| Ernst Happel Stadion, Bécs Nézőszám: 37,837 Játékvezető: John Blankenstein (holland) |

| 1993. április 14. |

| Ausztria                                  | 3–1         | Bulgária   |
| ----------------------------------------- | ----------- | ---------- |
| Pfeifenberger 8' Kühbauer 25' Polster 89' | Jegyzőkönyv | Ivanov 54' |

| Ernst Happel Stadion, Bécs Nézőszám: 19,500 Játékvezető: Szergej Huszainov (orosz) |

| 1993. április 28. |

| Franciaország              | 2–1         | Svédország |
| -------------------------- | ----------- | ---------- |
| Cantona 42' (11-esből) 81' | Jegyzőkönyv | Dahlin 14' |

| Parc des Princes, Párizs Nézőszám: 34,134 Játékvezető: Pierluigi Pairetto (olasz) |

| 1993. április 28. |

| Bulgária                             | 2–0         | Finnország |
| ------------------------------------ | ----------- | ---------- |
| Sztoicskov 15' (11-esből) Jankov 43' | Jegyzőkönyv |            |

| Vaszil Levszki Nemzeti Stadion, Szófia Nézőszám: 20,000 Játékvezető: Lim Kee Chong (mauritiusi) |

| 1993. május 12. |

| Bulgária                               | 2–2         | Izrael                      |
| -------------------------------------- | ----------- | --------------------------- |
| Sztoicskov 35' (11-esből) Szirakov 60' | Jegyzőkönyv | R. Harazi 52' Rosenthal 53' |

| Vaszil Levszki Nemzeti Stadion, Szófia Nézőszám: 25,000 Játékvezető: Ahmet Çakar (török) |

| 1993. május 13. |

| Finnország                             | 3–1         | Ausztria   |
| -------------------------------------- | ----------- | ---------- |
| Paatelainen 17' Rajamäki 20' Hjelm 52' | Jegyzőkönyv | Zisser 89' |

| Paavo Nurmi stadion, Turku Nézőszám: 13,682 Játékvezető: John Ferry (északír) |

| 1993. május 19. |

| Svédország      | 1–0         | Ausztria |
| --------------- | ----------- | -------- |
| J. Eriksson 50' | Jegyzőkönyv |          |

| Råsunda Stadion, Solna Nézőszám: 27,775 Játékvezető: Michel Piraux (belga) |

| 1993. június 2. |

| Svédország                                     | 5–0         | Izrael |
| ---------------------------------------------- | ----------- | ------ |
| Brolin 17' 41' 65' Zetterberg 55' Landberg 89' | Jegyzőkönyv |        |

| Råsunda Stadion, Solna Nézőszám: 22,042 Játékvezető: Szergej Huszainov (orosz) |

| 1993. június 16. |

| Finnország | 0–0         | Izrael |
| ---------- | ----------- | ------ |
|            | Jegyzőkönyv |        |

| Lahti stadion, Lahti Nézőszám: 4,620 Játékvezető: Volodimir Pjanyih (ukrán) |

| 1993. augusztus 22. |

| Svédország | 1–1         | Franciaország |
| ---------- | ----------- | ------------- |
| Dahlin 89' | Jegyzőkönyv | Sauzee 77'    |

| Råsunda Stadion, Solna Nézőszám: 30,530 Játékvezető: Aron Schmidhuber (német) |

| 1993. augusztus 25. |

| Ausztria                                             | 3–0         | Finnország |
| ---------------------------------------------------- | ----------- | ---------- |
| Kühbauer 26' Pfeifenberger 41' Herzog 89' (11-esből) | Jegyzőkönyv |            |

| Ernst Happel Stadion, Bécs Nézőszám: 21,000 Játékvezető: Michał Listkiewicz (lengyel) |

| 1993. szeptember 8. |

| Finnország | 0–2         | Franciaország                  |
| ---------- | ----------- | ------------------------------ |
|            | Jegyzőkönyv | Blanc 47' Papin 55' (11-esből) |

| Ratina stadion, Tampere Nézőszám: 7,200 Játékvezető: Stephen Lodge (angol) |

| 1993. szeptember 8. |

| Bulgária                  | 1–1         | Svédország |
| ------------------------- | ----------- | ---------- |
| Sztoicskov 21' (11-esből) | Jegyzőkönyv | Dahlin 26' |

| Vaszil Levszki Nemzeti Stadion, Szófia Nézőszám: 36,000 Játékvezető: Ryszard Wójcik (lengyel) |

| 1993. október 13. |

| Franciaország         | 2–3         | Izrael                               |
| --------------------- | ----------- | ------------------------------------ |
| Sauzée 32' Ginola 43' | Jegyzőkönyv | R. Harazi 21' Berkovich 83' Atar 90' |

| Parc des Princes, Párizs Nézőszám: 32,700 Játékvezető: Alan Snoddy (északír) |

| 1993. október 13. |

| Bulgária                                           | 4–1         | Ausztria   |
| -------------------------------------------------- | ----------- | ---------- |
| Penev 6' 67' Sztoicskov 33' (11-esből) Lecskov 86' | Jegyzőkönyv | Herzog 51' |

| Vaszil Levszki Nemzeti Stadion, Szófia Nézőszám: 22,500 Játékvezető: Marcello Nicchi (olasz) |

| 1993. október 13. |

| Svédország                 | 3–2         | Finnország                |
| -------------------------- | ----------- | ------------------------- |
| Dahlin 27' 46' Larsson 40' | Jegyzőkönyv | Suominen 14' Litmanen 60' |

| Råsunda Stadion, Solna Nézőszám: 30,177 Játékvezető: Ahmet Çakar (török) |

| 1993. október 27. |

| Izrael       | 1–1         | Ausztria     |
| ------------ | ----------- | ------------ |
| Rosenthal 3' | Jegyzőkönyv | Reinmayr 15' |

| Ramat Gan Stadion, Ramat Gan Nézőszám: 23,500 Játékvezető: Vágner László (magyar) |

| 1993. november 10. |

| Ausztria   | 1–1         | Svédország |
| ---------- | ----------- | ---------- |
| Herzog 70' | Jegyzőkönyv | Mild 67'   |

| Ernst Happel Stadion, Bécs Nézőszám: 25,000 Játékvezető: Manuel Díaz Vega (spanyol) |

| 1993. november 10. |

| Izrael        | 1–3         | Finnország                           |
| ------------- | ----------- | ------------------------------------ |
| R. Harazi 90' | Jegyzőkönyv | Hyryläinen 54' Paavola 72' Hjelm 85' |

| Ramat Gan Stadion, Ramat Gan Nézőszám: 10,000 Játékvezető: Daniel Roduit (svájci) |

| 1993. november 17. |

| Franciaország | 1–2         | Bulgária            |
| ------------- | ----------- | ------------------- |
| Cantona 31'   | Jegyzőkönyv | Kosztadinov 37' 90' |

| Parc des Princes, Párizs Nézőszám: 48,402 Játékvezető: Leslie Mottram (skót) |

## Góllövőlista
| 7 gólos - Martin Dahlin 6 gólos - Éric Cantona 5 gólos - Andreas Herzog - Hriszto Sztoicskov 4 gólos - Emil Kosztadinov - Jean-Pierre Papin 3 gólos - Ljuboszlav Penev - Laurent Blanc - Ronen Harazi - Tomas Brolin 2 gólos - Dietmar Kühbauer - Heimo Pfeifenberger - Toni Polster - Kraszimir Balakov - Naszko Szirakov - Ari Hjelm - Aki Hyryläinen - Franck Sauzée - Ronny Rosenthal - Itzik Zohar - Klas Ingesson | 1 gólos - Andreas Ogris - Hannes Reinmayr - Peter Stöger - Michael Zisser - Trifon Ivanov - Jordan Lecskov - Zlatko Jankov - Petri Järvinen - Jari Litmanen - Mika-Matti Paatelainen - Marko Rajamäki - Kim Suominen - David Ginola - Alain Roche - Reuven Atar - Tal Banin - Eyal Berkovic - Jan Eriksson - Stefan Landberg - Henrik Larsson - Anders Limpar - Håkan Mild - Stefan Pettersson - Pär Zetterberg |